# 陳彥琳
陳彥琳（英文：Alvina Chan，1983年4月22日—），香港基督徒、香港無綫電視前合約女藝員，巴黎著名 “Le Cordon Bleu法國藍帶烹飪學校” 榮獲 Distinction 及 “法國傳統佳餚班”第一名。

## 馬主生涯
陳彥琳和父母陳大枝、陳邱敏英、妹妹陳苡棋皆為香港賽馬會的會員、馬主，名下馬匹包括「生豪」、「生菜」。

## 作品
- 2013 窮富翁大作戰
- 2013 千奇百趣玩FREE D
- 2015 食平3D